# Thomas Fricke
Thomas Fricke (* 1965) ist ein deutscher Wirtschaftsjournalist. Er ist seit Dezember 2013 „Chief Economist“ der European Climate Foundation und leitet das Internetportal Wirtschaftswunder. Von 2002 bis Ende 2012 war er Chefökonom der Financial Times Deutschland, für die er seit deren Start 1999 arbeitete. In dieser Zeit schrieb er freitags seine Kolumne über wirtschaftspolitische, konjunkturelle und makroökonomische Themen und verantwortete die täglich erscheinende Weltwirtschafts-Seite. Auch prägte er die makroökonomischen Leitartikel der Zeitung. Von 2009 an war er zudem Chefökonom der Wirtschaftsmedien von Gruner & Jahr (FTD, Capital, Börse Online, Impulse).

## Leben
Fricke studierte Politikwissenschaft und Volkswirtschaftslehre in Aachen und Paris, an der Université Paris I und am Institut d’Etudes Politiques de Paris. Als Konjunkturexperte arbeitete er danach am Pariser Wirtschaftsforschungsinstitut Observatoire français des conjonctures économiques. Als Redakteur und Kolumnist arbeitete er anschließend für den Berliner Tagesspiegel, die WirtschaftsWoche und das Manager Magazin.
Im März 2013 erschien sein Buch Wie viel Bank braucht der Mensch?, in dem Fricke eine Bilanz von drei Jahrzehnten Finanzglobalisierung zieht und eine Rückkehr zu einem Bankensystem fordert, das eher wieder demjenigen der erfolgreichen und stabileren 1950er und 1960er Jahre ähnelt. Eine Kurzfassung erschien in der Publikation Wirtschaftsdienst.
Fricke hält regelmäßig Vorträge und publiziert Beiträge zu wirtschaftspolitischen Themen in Zeitungen und Zeitschriften sowie im Radio. Auch schult er Nachwuchs- und andere Kräfte in Konjunkturanalyse und -prognose. Seit 2002 verantwortet er die jährliche Auswertung zum Konjunktur-Prognostiker des Jahres, die 2013 erstmals in der Süddeutschen Zeitung erschien. Ein Schwerpunkt seiner Arbeit liegt seit Jahren zudem auf der Kommentierung der deutschen Agenda 2010 sowie der Euro-Krise und der internationalen Finanzkrise. Auf Spiegel Online schreibt Fricke als Kolumnist.
Im Oktober 2019 gründete Fricke das Forum for a New Economy, in dem Ökonomen neue Antworten auf die großen Herausforderungen unserer Zeit diskutieren.

## Werke
- Wie viel Bank braucht der Mensch? Raus aus der verrückten Finanzwelt, Westend Verlag 2013, ISBN 978-3-86489-036-9

## Auszeichnungen
- 1998: Deutsch-Französischer Journalistenpreis, Printmedien, 1. Preis für Ohne Komma im Manager Magazin[2]
- 2012: Preis für Wirtschaftspublizistik der Keynes-Gesellschaft[4]